# Николина Пишек
Николина Пишек Ристовић (Загреб, 8. април 1973) хрватска је ТВ водитељка, глумица и фото-модел.

## Биографија
Николина Пишек је рођена у Загребу, у Хрватској, која је у то време била део Југославије. Своју телевизијску каријеру започела је са двадесет година након дипломирања за дизајн на Свеучилишту у Загребу, факултету архитектуре. Прославила је своје име у Хрватској након појављивања у више забавних, трач и лајфстајл програма на Хрватској радио-телевизији (ХРТ).
Учествовала је у лиценцној емисији ХРТ-а „Плес са звјездама”, са партнером Иштваном Варгом. Године 2008. је заједно са Мирком Фодором водила забавну емисију „На домаћем терену”. Такође је водила емисије Операција тријумф и Ин магазин, као и хрватску верзију ријалитија Фарма и емисију Ред карпет лајт. Фарму је водила две сезоне заредом, заједно са Миом Ковачић, са којом је раније водила и Ин магазин.
У Србији је своју каријеру започела као водитељка ријалитија Велики Брат. У октобру 2011. Николина је потписала уговор са телевизијском кућом Пинк где је водила неколико емисија. на телевизију Б92 је прешла 2013. године, где је водила емисију „Булевар Б92”. Године 2015. се враћа на телевизију Пинк где је била бекстејџ водитељка друге сезоне музичког такмичења  фактор заједно са Снежом Велков. Затим је током 2016. водила емисију Ексклузив на телевизији Прва.
Године 2018. Николина потписује уговор са телевизијом Хепи, где постаје једна од водитеља. Исте године радила је као водитељ емисије Соба среће, заједно са Иваном Бауерoм.
У септембру 2022. године постаје водитељка ток шоуа Донна на телевизијиУна, заједно са Дејаном Росуљаш и Бајом Банге Намкосе, а од марта 2023. године на телевизији РТЛ води и емисију Masked singer, која представља хрватску верзију истоименог америчког музичког ријалити шоуа.

## Приватни живот
Током 1997. године, док је била у вези са Марком Цигојем, новинаром који је радио за Глобус магазин у то време, Николина је родила кћерку Хану. У међувремену, веза са Марком је прекинута.
Од 2007. до 2010. године била је у вези са професионалним рониоцем Кристијаном Цуравићем. Током 2011. године била је у вези са Матијом Ћорковићем.
У септембру 2013. године, Николина се удала за Видоја Ристовић, када се и преселила у Београд. Године 2014. родила је кћерку.

## Филмографија
| Год.       | Назив              | Улога                |
| ---------- | ------------------ | -------------------- |
| 2000-те    |                    |                      |
| 2006.      | Казалиште у кући   | Моник Мили           |
| 2006—2007. | Битанге и принцезе | Глорија              |
| 2009.      | Брачне воде        | Сервисерка фрижидера |
| 2010-те    |                    |                      |
| 2010.      | Над липом 35       | Николина             |
| 2010.      | Најбоље године     | Луција Елезовић      |

## Емисије
| Година      | Назив             |
| ----------- | ----------------- |
| 2006.       | Шпица             |
| 2008.       | На домаћем терену |
| 2008.       | Операција Тријумф |
| 2008—2010.  | Фарма             |
| 2009—2012.  | Ин магазин        |
| 2011.       | Велики брат       |
| 2012.       | Ред карпет        |
| 2012.       | Сами у тами       |
| 2013—2014.  | Булевар Б92       |
| 2015.       | X фактор          |
| 2016—2017.  | Ексклузив         |
| 2018.       | Соба среће        |
| 2022 -2023. | Донна             |
| 2023.       | Masked singer     |